# Lăng Nguyên

Lăng Nguyên (chữ Hán giản thể: 凌源市, âm Hán Việt: Lăng Nguyên thị) là một thành phố cấp huyện trực thuộc địa cấp thị Triều Dương, tỉnh Liêu Ninh, Cộng hòa Nhân dân Trung Hoa. Do Đại Lăng Hà bắt nguồn từ đây nên thành phố này có tên là Lăng Nguyên. Ở khu vực giáp ranh của Lăng Nguyên và huyện Kiến Bình có di chỉ văn hóa Hồng Sơn Ngưu Hà Lương. Chính quyền thành phố Lăng Nguyên đóng ở số 61, đường Thị Phủ Tây. Thành phố Lăng Nguyên có diện tích ? km², dân số ? người. Về mặt hành chính, thành phố này được chia thành 5 nhai đạo biện sự xứ, 13 trấn, 11 hương. Các đơn vị này lại được chia thành 30 ủy ban xã khu cư, 262 ủy ban thôn.
- Nhai đạo biện sự xứ: Nam Nhai, Bắc Nhai, Hồng Sơn, Đông Thành, Nhiệt Thủy Thang.
- Trấn: Thành Quan, Tam Thập Gia Tử, Tứ Quan Doanh Tử, Vạn Nguyên Điếm, Tống Trương Tử, Đao Nhĩ Đăng, Tùng Lĩnh Tử, Câu Môn Tử, Lăng Bắc, Tiểu Thành, Tứ Hợp Đương, Dương Trương Tử, Ô Lan Bạch Kỳ.
- Hương: Lưu Trương Tử, Tam Đạo Hà, Ngưu Doanh Tử, Bắc Lò, Tam Gia Tử, Ngõa Phòng Điếm, Phật Gia Động, Đại Hà Bắc, Hà Khảm Tử, Đại Vương Tử, Tiền Tiến.